# Чипева Парк (Охајо)
Чипева Парк (енгл. Chippewa Park) насељено је место без административног статуса у америчкој савезној држави Охајо.

## Демографија
По попису из 2010. године број становника је 891.
| Група             | 2000.    | 2010.       |
| Белци             | 0 (0,0%) | 862 (96,7%) |
| Афроамериканци    | 0 (0,0%) | 2 (0,2%)    |
| Азијати           | 0 (0,0%) | 2 (0,2%)    |
| Хиспаноамериканци | 0 (0,0%) | 12 (1,3%)   |
| Укупно            | 0        | 891         |